# Атенкирхен
Атенкирхен (њем. Attenkirchen) општина је у њемачкој савезној држави Баварска. Једно је од 24 општинска средишта округа Фрајзинг. Према процјени из 2010. у општини је живјело 2.676 становника. Посједује регионалну шифру (AGS) 9178115.

## Географски и демографски подаци
Атенкирхен се налази у савезној држави Баварска у округу Фрајзинг. Општина се налази на надморској висини од 524 метра. Површина општине износи 16,1 km². У самом мјесту је, према процјени из 2010. године, живјело 2.676 становника. Просјечна густина становништва износи 166 становника/km².